# Antoni Palol
Antoni Palol fou un compositor actiu durant finals del s.XVIII i principis del s.XIX. Va ser escolà de cor de l'església de Sant Esteve d'Olot durant 9 o 10 anys sota el mestratge del compositor i mestre de capella Josep Carcoler.
Era de família pobre, el 25 d'abril de 1770 la seva mare Teresa Palol, vídua, sol·licità de la Comunitat de Preveres una ajuda atesa la seva pobresa, que li fou concedida.